# Una ghirlanda per ragazze
Una ghirlanda per ragazze (A garland for girls) è una raccolta di racconti di Louisa May Alcott, pubblicata nel settembre del 1887. Comprende sette racconti nei quali i fiori simboleggiano il carattere e l'approccio alla vita delle protagoniste. In ognuna delle storie a recitare un ruolo cardine è anche l'importanza del lavoro, in ogni sua forma, svolto con amore e dedizione, così da diventare vera poesia, un genere di poesia nella quale la vita soppianta i versi.

## Titoli dei racconti
- Biancospini
- Una coroncina di edera e scarpette da donna
- Viole del pensiero
- Ninfee
- Papaveri e grano
- Piccolo bocciolo di rosa
- Alloro di montagna e capelvenere

## Edizioni
- Louisa May Alcott, Una ghirlanda per ragazze, traduzione e cura di Riccardo Mainetti, flower-ed 2017.